# Zirka, Baranivka
Zirka (în ucraineană Зірка) este un sat în comuna Dubrivka din raionul Baranivka, regiunea Jîtomîr, Ucraina.

## Demografie
Componența lingvistică a localității Zirka
     Ucraineană (100%)
Conform recensământului din 2001, toată populația localității Zirka era vorbitoare de ucraineană (100%).